# 乾隆帝皇六女
乾隆帝皇六女（1755年8月24日—1758年9月27日），清高宗弘历的第六女。

## 生平
乾隆二十年七月十七日生，生母為忻貴妃戴佳氏。皇八女是她的同母妹妹。
乾隆二十三年八月二十六日殤，年四歲。乾隆帝之後，也没有追封女儿名号。